# Барра-ду-Турву
Барра-ду-Турву (порт. Barra do Turvo)  —  муниципалитет в Бразилии, входит в штат Сан-Паулу. Составная часть мезорегиона Южное побережье штата Сан-Паулу. Входит в экономико-статистический  микрорегион Режистру. Население составляет 8835 человек на 2006 год. Занимает площадь 1 007,285 км². Плотность населения — 8,8 чел./км².
Праздник города — 21 марта.

## Статистика
- Валовой внутренний продукт на 2003 составляет 20.360.722,00 реалов (данные: Бразильский институт географии и статистики).
- Валовой внутренний продукт на душу населения на 2003 составляет 2.394,82 реалов (данные: Бразильский институт географии и статистики).
- Индекс развития человеческого потенциала на 2000 составляет 0,663 (данные: Программа развития ООН).

## География
Климат местности: субтропический. В соответствии с классификацией Кёппена, климат относится к категории Cfb.